# Рассвет (бухта)
Рассве́т — бухта на севере Охотского моря в южной части Тауйской губы.

## География
Расположена в северо-восточной части острова Завьялова. В бухту впадают река Большая Речка длиной около 9 километров, называемая также Рассвет, и ручей Малая Речка, ранее называвшийся Нерпичий и Медвежий. В устьях водотоков формируются эстуарии. Северо-восточнее находится бухта Находка с устьем ручья Первая Речка (Малый Рассвет) и бухта Корабельная.
Удобна для маломерных судов во время шторма.

## Климат
Абсолютный максимум температуры почвы — 46 °C (июль, август), минимум — −47 °C (февраль).
Переход многолетней среднесуточной температуры через 0 °C отмечается в бухте 11 мая и 17 октября, средняя многолетняя дата последнего заморозка в воздухе — 11 июня, первого заморозка — 22 сентября.
Климатические характеристики бухты Рассвет по результатам наблюдений за период 1954—1959 годов.
| Показатель                  | Янв.  | Фев.  | Март  | Апр. | Май | Июнь | Июль | Авг. | Сен. | Окт. | Нояб. | Дек. | Год  |
| --------------------------- | ----- | ----- | ----- | ---- | --- | ---- | ---- | ---- | ---- | ---- | ----- | ---- | ---- |
| Абсолютный максимум, °C     | 10    | 2     | 6     | 8    | 22  | 24   | 26   | 24   | 20   | 13   | 8     | 7    | 26   |
| Средняя температура, °C     | −16,4 | −16,6 | −12,2 | −5,6 | 1   | 6,6  | 11,4 | 11,6 | 7,4  | 0,3  | –7    | −12  | –2,6 |
| Абсолютный минимум, °C      | −34   | −41   | −32   | −32  | −14 | −3   | 0    | −1   | –9   | −24  | −29   | −30  | −41  |
| Средняя влажность, %        | 76    | 73    | 74    | 72   | 76  | 84   | 84   | 86   | 81   | 74   | 78    | 72   | 78   |
| Средняя скорость ветра, м/с | 2,4   | 3,2   | 2,6   | 3,3  | 2,2 | 2,4  | 2,2  | 1,9  | 2,8  | 3,1  | 4     | 4,2  | 2,9  |

## История
На берегах бухты выявлены несколько разновременных приморских поселений, относящихся к токаревской (VIII век до н. э. — V век н. э.) и древнекорякской культурам (V—XVII века). Они обнаружены в 1927 году первым начальником острова Завьялова В. П. Сторчаком. Во время раскопок в 1928 году В. П. Сторчаком и Г. Д. Дулькейтом найдены каменные и костяные орудия, обломки глиняной посуды, кости рыб и морзверя, ракушки.
В 1920-х годах поселения исследованы работником Акционерного Камчатского общества К. О. Озолиным. В последующие годы исследованы М. Г. Левиным и В. И. Левиным (1930—1931 года), геологом В. А. Цареградским (1931 год), А. П. Окладниковым (1946 год), Р. С. Васильевским (1959 год), А. И. Лебединцевым (1982—1983 года).
Самое древнее поселение находится на 60-метровой террасе бухты — ранненеолитическое (2-е тысячелетие до н. э.). Находки в нём идентичны материалу стоянки острова Недоразумения. Более позднее поселение — древнекорякское — V—XIII веков.
Бухта получила название в 1912 году одновременно с переименованием острова Ольский в Завьялова.
В сентябре 1927 года в бухте с парохода «Эривань» высажена группа специалистов с Командорских островов для организации песцового хозяйства.
До 1988 года в устье ручья Малая Речка действовал рыбоперерабатывающий завод, функционировавший в период лова сельди. Готовую продукцию с завода забирали небольшие суда и перегружали на большое судно, которое из-за малых глубин не могло подойти к пирсу, либо доставляли на побережье. Суда к пирсу подходили по приливу, так как во время отлива вода практически полностью отходила, обнажая морское дно.
С 1954 по 1959 год в бухте также располагался метеопост. На входе в бухту функционирует автоматический маяк.
К 2023 году в бухте планируется создать туристический комплекс.